# Charles A. Ferguson
Pour les articles homonymes, voir Charles Ferguson.
Charles A. Ferguson, né le 6 juillet 1921 et mort le 2 septembre 1998, est un linguiste américain, professeur à l'Université Stanford.

## Carrière et apports
Charles Ferguson est considéré comme l'un des fondateurs de la sociolinguistique. Il est en particulier connu pour ses travaux sur la diglossie et les langues en contact. Il fut directeur d'une équipe de linguistes financée par la Fondation Ford et qui a mené des travaux fondateurs concernant la situation linguistique en Éthiopie. C'est sous sa direction que fut élaboré le TOEFL au Center for Applied Linguistics (en) de Washington.
En sociolinguistique, le terme diglossie a été popularisé grâce à l’article de Charles Ferguson 1959, il a fondé sur les bases théoriques. Il s’agit d’une situation linguistique qui relie deux variétés de la langue.
D’une part, il y a les variétés acquises : les langues maternelles et les langues standards comme le français. L'autre variété a les traits suivants :
- Elle est très divergente et hautement codifié. Par exemple, l’arabe littéral a une grammaire beaucoup plus complexe que celle de l'arabe dialectal, qui ne s’agit pas d’une langue standard mais de dialectes qui peuvent être fort différents. De plus, en grec ancien, il y a un infinitif, qui n'existe pas en grec moderne.
- Il est hautement codifié, ce qui causa très tôt l'intérêt de l'arabe coranique intéressa chez les grammairiens. On a essayé de créer une langue standardisé avec comme base l’arabe coranique, qui est aussi plus complexe sur le plan grammatical que les dialectes.
- Le support très prestigieuse existe d’une vaste littérature écrite, mais cette situation peut varier. On ne peut pas dire qu’il y a une littérature écrite en arabe dialectal. La situation est différente pour le grec : il y a depuis très longtemps une littérature écrite en grec démotique. La littérature arabe est prestigieuse, et il est possible de produire de la littérature moderne avec une langue archaïsante.
- La langue est utilisée à l’écrit et dans les situations formelle du discours. Presque tout ce qui est publié en arabe est en arabe littéraire au lieu d'être en arabe dialectal, mais on ne peut pas dire que l’arabe littéral reste parlé dans certaines situations formelles.
- La langue n’est pas utilisée dans les conversations courantes.

Ces variétés sont désignées par Ferguson comme la variété H (variété haute) et la variété L (variété basse).

## Liens
- Ressources relatives à la recherche :   - The Academic Family Tree
  - Persons of Indian Studies
- Notice dans un dictionnaire ou une encyclopédie généraliste :   - Nationalencyklopedin
- Notices d'autorité :   - VIAF
  - ISNI
  - BnF (données)
  - IdRef
  - LCCN
  - GND
  - Espagne
  - Belgique
  - Pays-Bas
  - Pologne
  - Israël
  - NUKAT
  - Catalogne
  - Suède
  - Australie
  - Norvège
  - Tchéquie
  - WorldCat